# Андык (приток Лумпуна)
Андык — река в России, протекает в Унинском районе Кировской области. Устье реки находится в 104 км по правому берегу реки Лумпун. Длина реки составляет 17 км, площадь водосборного бассейна 55,9 км².
Исток реки находится в урочище Казанцы юго-восточнее села Порез (центр Порезского сельского поселения) в 23 км к юго-западу от посёлка Уни. Река течёт на юго-восток, протекает деревни Князево, Выползово, Бармаши. В деревне Князево на реке плотина и запруда. Впадает в Лумпун у деревни Лумпун.

## Данные водного реестра
По данным государственного водного реестра России относится к Камскому бассейновому округу, водохозяйственный участок реки — Вятка от водомерного поста посёлка городского типа Аркуль до города Вятские Поляны, речной подбассейн реки — Вятка. Речной бассейн реки — Кама.
По данным геоинформационной системы водохозяйственного районирования территории РФ, подготовленной Федеральным агентством водных ресурсов:
- Код водного объекта в государственном водном реестре — 10010300512111100038996
- Код по гидрологической изученности (ГИ) — 111103899
- Код бассейна — 10.01.03.005
- Номер тома по ГИ — 11
- Выпуск по ГИ — 1